# Безжальність
Безжальність — дебютний студійний альбом українського блек/дез метал колективу «Aeternus Prophet», випущений 12 листопада 2012 року лейблом Rostok Records.

## Опис
Першими були записані три треки — «Безжальність», «Спортивний гімн» та «Небажана присутність», котрі були випущені у вільному доступі як промо-сингли. Восени 2012-го року було додано повний матеріал і 12 листопада випущено дебютний альбом «Безжальність». Диск записано на студії «100 % records».
Згодом, 25 листопада, колектив узяв участь у фестивалі «Слов'янський рок», на якому було відзнято виступ наживо «Духовно мертві» та кліп «Наша кров та повітря» який потрапив в ротацію музичного телеканалу A-ONE. Наприкінці 2012-го гурт полишили двоє учасників (гітаристка Liebe та бас-гітарист Profectus). Попри зміни в складі колектив ставив мету здійснити тур по Україні на підтримку альбому, у лютому 2013-го задля цього запрошено Veritas'а.
Одразу після перших 2х турових виступів (Донецьк та Харків), через проблеми зі зв'язками йде Ekro котрого змінив Veritas одночасно виконуючі партії на басі що надалі ознаменувало перехід до вокалу наближеного до гроулу.

## Список композицій
| #     | Назва                       | Тривалість |
| ----- | --------------------------- | ---------- |
| 1.    | «Intro» (інструментальна)   | 01:46      |
| 2.    | «Шлях»                      | 02:49      |
| 3.    | «Безжальність»              | 03:44      |
| 4.    | «Мільйони безіменних могил» | 04:05      |
| 5.    | «Посохле коріння»           | 02:50      |
| 6.    | «Плющем сповиті сновидіння» | 03:42      |
| 7.    | «Наша кров та повітря»      | 03:55      |
| 8.    | «Небажана присутність»      | 03:00      |
| 9.    | «Духовно мертві»            | 04:29      |
| 10.   | «Outro» (інструментальна)   | 02:30      |
| 11.   | «Sport Anthem» (бонус)      | 03:13      |
| 36:03 |                             |            |

## Учасники запису
Aeternus Prophet
- Ekro — вокал
- Liebe — гітара
- Oberon — гітара, оформлення, дизайн обкладинки
- Profectus — бас
- Gella — бас
- Dessident — ударні («Intro» та «Outro»)

Технічний персонал
- Андрій Томашенко — звукорежисер («Біла Вежа»)
- Олеся Олексійчук — фотографії